# Římskokatolická farnost Hradec Králové – Nový Hradec Králové
Římskokatolická farnost Hradec Králové – Nový Hradec Králové je územním společenstvím římských katolíků v rámci královéhradeckého vikariátu královéhradecké diecéze. Území farnosti zahrnuje část města Hradec Králové a několik přilehlých vesnic.

## O farnosti

### Historie
Nový Hradec Králové vznikl jako náhrada pro obyvatelstvo, vystěhované z tzv. Mýtského Předměstí Hradce Králové v souvislosti s opevňováním města po roce 1766. Na náklady vojenského eráru byl v Novém Hradci Králové také postaven kostel, kterým byl nahrazen původní předměstský gotický kostelík, který byl při opevňování města rovněž zbořen. Na novém místě byla posléze také zřízena farnost. Po polovině 20. století přestala tato být obsazována sídelním knězem a na dlouhou dobu byla novohradecká farnost spravována ex currendo z vnitřního města. Až v srpnu roku 2018 byl do Nového Hradce Králové ustanoven opět sídelní kněz, kterým se stal Mons. Pavel Rousek. Již po měsíci však došlo ke změně a s platností od 1. září 2018 se novohradeckým farářem stal emeritní děkan Katolické teologické fakulty v Praze, R.D. ThLic. Prokop Brož, ThD.

### Současnost
Farnost má sídelního duchovního správce, který spravuje pouze tuto jedinou farnost. 
| Kostel                         | Místo                                   | Bohoslužba            | Bohoslužba                             | Poznámka          |
| ------------------------------ | --------------------------------------- | --------------------- | -------------------------------------- | ----------------- |
| Kostel sv. Jana Křtitele       | HK – Kopec sv. Jana (Třebeš)            | neděle                | 10.30                                  | filiální kostel   |
| Kostel svatého Antonína, opata | HK – Nový Hradec Králové                | neděle středa pátek   | 8.30 18.30 (jen ve školním roce) 18.30 | farní kostel      |
| Oratorium                      | HK – Nový Hradec Králové, ul. K Biřičce | Středa                | 14.00                                  | v domově důchodců |
| Kaple                          | Vysoká nad Labem                        | Sobota jednou měsíčně | Sobota jednou měsíčně                  | hřbitovní kaple   |